# Acalymma
Acalymma es un género de escarabajos de la familia Chrysomelidae que se encuentra mayormente en el Nuevo Mundo. Se han descrito aproximadamente 72 especies en el hemisferio occidental.
Miden 5 a 6.5 mm de largo. Se caracterizan por tres bandas negras en un fondo amarillento y por hileras de pequeños puntitos. Se alimentan principalmente de Cucurbitaceae, pero también algunas especies de Solanaceae.

## Especies plaga e impacto
En Estados Unidos, hay dos especies consideradas plagas mayores: Acalymma vittatum, que se encuentra mayormente al este del río Misisipi, y Acalymma trivittatum que se encuentra mayoritariamente al oeste. Los adultos se alimentan de hojas tiernas y las larvas dañan las raíces. A. vittatum es un vector bacterial de Erwinia tracheiphila Holland (Enterobacteriaceae) en plantas cuando perfora sus tallos para chupar su jugo.

## Otras especies incluidas
- Acalymma albidovittata
- Acalymma albidovittatum
- Acalymma albipe
- Acalymma annulatum
- Acalymma bertoluccii Gilbert Clark, 2007[6]
- Acalymma balyanum
- Acalymma bechynei
- Acalymma bisignatum
- Acalymma bivittatum
- Acalymma bivittulum
- Acalymma blandulum
- Acalymma blomorum
- Acalymma bohemani
- Acalymma bruchii
- Acalymma carinipenne
- Acalymma catae
- Acalymma caucum
- Acalymma cereum
- Acalymma chinchaensis
- Acalymma consimile
- Acalymma cornutum
- Acalymma coruscum
- Acalymma cryptogrammum
- Acalymma dejeani
- Acalymma demissum
- Acalymma dohrni
- Acalymma doradense
- Acalymma fairmairei
- Acalymma flavovittatum
- Acalymma gouldi
- Acalymma granulipenne
- Acalymma hirsutum
- Acalymma hirtum
- Acalymma horni
- Acalymma incertum
- Acalymma incum
- Acalymma inea
- Acalymma innubum
- Acalymma innumbum
- Acalymma invenustum
- Acalymma isogena
- Acalymma isogenum
- Acalymma kirschi
- Acalymma laetabile
- Acalymma limbatum
- Acalymma longicolle
- Acalymma luridifrons
- Acalymma mediovittatum
- Acalymma microfidium
- Acalymma mysticum
- Acalymma obscurofasciatum
- Acalymma palomarense
- Acalymma peregrinum
- Acalymma perijum
- Acalymma perplexum
- Acalymma porosum
- Acalymma punctatum
- Acalymma quadrilineatum
- Acalymma quadrivittatum
- Acalymma quinquelineata
- Acalymma rubeolum
- Acalymma satellitium
- Acalymma semicaeruleum
- Acalymma semifemoratum
- Acalymma setosum
- Acalymma solarianum
- Acalymma subaeneum
- Acalymma suturale
- Acalymma thiemei
- Acalymma trivittatum
- Acalymma undecimpunctata
- Acalymma venale
- Acalymma vinctum
- Acalymma vittatipenne
- Acalymma vittatum
- Acalymma vittigerum
- Acalymma xanthographum